# Michail Alexandrowitsch Stachowitsch

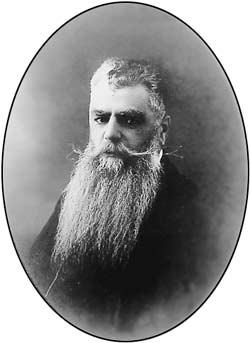
Michail Stachowitsch in den letzten Lebensjahren

Michail Alexandrowitsch Stachowitsch (russisch Михаил Александрович Стахович, wiss. Transliteration Michail Aleksandrovič Stachovič; * 1861 in Palna-Michailowka, Gouvernement Orjol; † 1923 in Aix-en-Provence) war ein russischer Politiker. Er war 1917 für einige Monate russischer Generalgouverneur Finnlands.

## Russische Politik
Michail Stachowitsch studierte Rechtswissenschaft. Von 1892 bis 1895 war er als Kreis- und Gouvernementsmarschall tätig. Politisch bekannt wurde er 1900 in ganz Russland durch eine gewagte Rede auf der Missionspredigerkonferenz. Er trat darin für die Gewissensfreiheit in Russland ein.
Nach der russischen Revolution von 1905 wurde er in die Staatsduma und 1907 in die zweite Duma gewählt. Während der dritten Duma war er Mitglied des Staatsrats.

## Generalgouverneur Finnlands
Die provisorische Regierung Russlands ernannte ihn am 20. März 1917 zum Generalgouverneur Finnlands. Stachowitsch war nicht die erste Wahl der Regierung, aber alle anderen potentiellen Kandidaten hatten das Amt zuvor abgelehnt. Am 31. März trat er sein Amt offiziell an.
Am 17. September 1917 trat Stachowitsch als Generalgouverneur zurück. Sein Nachfolger wurde der liberale Politiker Nikolai Nekrassow. Stachowitsch wurde zum Gesandten in Spanien ernannt. Nach der Oktoberrevolution und der Machtübernahme durch die Bolschewiki kehrte er nicht nach Russland zurück, sondern blieb zunächst in Spanien, später in Frankreich. Er starb 1923 in Aix-en-Provence.

## Leben
- Michail Alexandrowitsch Stachowitsch. In: Theodor Westrin, Ruben Gustafsson Berg, Eugen Fahlstedt (Hrsg.): Nordisk familjebok konversationslexikon och realencyklopedi. 2. Auflage. Band 26: Slöke–Stockholm. Nordisk familjeboks förlag, Stockholm 1917, Sp. 874 (schwedisch, runeberg.org).

| Personendaten    | Personendaten                         |
| ---------------- | ------------------------------------- |
| NAME             | Stachowitsch, Michail Alexandrowitsch |
| KURZBESCHREIBUNG | russischer Politiker                  |
| GEBURTSDATUM     | 1861                                  |
| GEBURTSORT       | Palna-Michailowka, Gouvernement Orjol |
| STERBEDATUM      | 1923                                  |
| STERBEORT        | Aix-en-Provence                       |